# Tetraleurodes dendrocalami
Tetraleurodes dendrocalami là một loài côn trùng cánh nửa trong họ Aleyrodidae, phân họ Aleyrodinae.
Tetraleurodes dendrocalami được Dubey & Sundararaj miêu tả khoa học đầu tiên năm 2005.